# Церква Введення в храм Пресвятої Богородиці (Бернадівка)
Церква Введення в храм Пресвятої Богородиці в Бернадівці — однойменні парафії і храми православної та греко-католицької громад у селі Бернадівці Тернопільського району Тернопільської области.

## Історія церкви
У селі є дві парафії — греко-католицька та православна, що мають храми 2010 та 1865 років відповідно.
Греко-католицька парафія відновлена у 1999 році. Кошти на будівництво церкви надали Анна Ухач та всі парафіяни. У храмі немає розписів, є лише образи від різних майстрів. У 2011 році церкву освятив владика Василій Семенюк.
Парафія діяла в лоні УГКЦ до 1946 року та з 1991 року. Храм, збудований у 2010 році, постійно діючий. До 1946 року і в період 1991–1999 років парафія належала до громади села Струсова.
Єпископську візитацію, присвячену освяченню церкви, у 2011 році здійснив владика Василій Семенюк. При греко-католицькій парафії діють: братство Матері Божої Неустанної Помочі та Вівтарна дружина.

## Парохи
УГКЦ
- о. Микола Цегельський,
- о. Дмитрук,
- о. Дикайло,
- о. Панасюк,
- о. Процик,
- о. Михайло Коробій,
- о. Віталій Дзюба,
- о. Андрій Козак (з вересня 2005).

ПЦУ
- о. Роман Луцишин — нині[1].